# Gran Premio del Giappone 2006
Il Gran Premio del Giappone 2006 è stata la diciassettesima prova della stagione 2006 del campionato mondiale di Formula 1. La gara si è tenuta domenica 8 ottobre sul circuito di Suzuka ed è stata vinta dallo spagnolo Fernando Alonso su Renault, al quindicesimo successo in carriera; Alonso ha preceduto all'arrivo il brasiliano Felipe Massa su Ferrari e il suo compagno di squadra, l'italiano Giancarlo Fisichella.

## Prove

### Risultati
Nella prima sessione del venerdì si è avuta questa situazione:
| Pos | Nº | Pilota           | Costruttore  | Tempo    | Gap    | Giri |
| --- | -- | ---------------- | ------------ | -------- | ------ | ---- |
| 1   | 36 | Anthony Davidson | Honda        | 1'45"349 |        | 18   |
| 2   | 40 | Neel Jani        | STR-Cosworth | 1'46"138 | +0"789 | 21   |
| 3   | 38 | Sebastian Vettel | BMW Sauber   | 1'46"585 | +1"236 | 20   |

Nella seconda sessione del venerdì si è avuta questa situazione:
| Pos | Nº | Pilota               | Costruttore | Tempo    | Gap    | Giri |
| --- | -- | -------------------- | ----------- | -------- | ------ | ---- |
| 1   | 2  | Giancarlo Fisichella | Renault     | 1'34"337 |        | 8    |
| 2   | 6  | Felipe Massa         | Ferrari     | 1'34"408 | +0"071 | 10   |
| 3   | 5  | Michael Schumacher   | Ferrari     | 1'34"565 | +0"228 | 10   |

Nella sessione del sabato mattina si è avuta questa situazione:
| Pos | Nº | Pilota             | Costruttore | Tempo    | Gap    | Giri |
| --- | -- | ------------------ | ----------- | -------- | ------ | ---- |
| 1   | 5  | Michael Schumacher | Ferrari     | 1'30"653 |        | 13   |
| 2   | 7  | Ralf Schumacher    | Toyota      | 1'31"863 | +1"210 | 15   |
| 3   | 12 | Jenson Button      | Honda       | 1'32"310 | +1"657 | 12   |

## Qualifiche

### Resoconto
La Q1 vede l'eliminazione di un team: la Red Bull Racing, infatti, non riesce a qualificarsi e si schiererà in 17ª e 18ª piazza. Fuori, oltre a David Coulthard e Robert Doornbos le due Super Aguri, Tiago Monteiro e Scott Speed. Il primo tempo è di Felipe Massa, che stacca di 8 decimi Fernando Alonso e di 1.12 Michael Schumacher.
La Q2 vede l'eliminazione di un team che è sempre stato nei top team: la McLaren. Infatti, i due piloti della squadra anglo-tedesca, Kimi Räikkönen e Pedro de la Rosa, vanno fuori rispettivamente per 3 e 8 decimi. Oltre a loro, fuori Robert Kubica, Mark Webber, Vitantonio Liuzzi e Christijan Albers. Il primo tempo è di Michael Schumacher, con 4 decimi di vantaggio sul rivale Alonso.
Conquista la pole nella Q3 Felipe Massa, con 112 millesimi su Michael Schumacher. Dietro le due Toyota, che si giocavano il quinto posto nel mondiale, e le due Renault. In quarta fila le due Honda, seguite da Nick Heidfeld e Nico Rosberg.

### Risultati
Nella sessione di qualifica si è avuta questa situazione:
| Pos | Nº | Pilota               | Costruttore       | Q1          | Q2       | Q3       | Griglia |
| --- | -- | -------------------- | ----------------- | ----------- | -------- | -------- | ------- |
| 1   | 6  | Felipe Massa         | Ferrari           | 1'30"112    | 1'29"830 | 1'29"599 | 1       |
| 2   | 5  | Michael Schumacher   | Ferrari           | 1'31"279    | 1'28"954 | 1'29"711 | 2       |
| 3   | 7  | Ralf Schumacher      | Toyota            | 1'30"595    | 1'30"299 | 1'29"989 | 3       |
| 4   | 8  | Jarno Trulli         | Toyota            | 1'30"420    | 1'30"204 | 1'30"039 | 4       |
| 5   | 1  | Fernando Alonso      | Renault           | 1'30"976    | 1'30"357 | 1'30"371 | 5       |
| 6   | 2  | Giancarlo Fisichella | Renault           | 1'31"696    | 1'30"306 | 1'30"599 | 6       |
| 7   | 12 | Jenson Button        | Honda             | 1'30"847    | 1'30"268 | 1'30"992 | 7       |
| 8   | 11 | Rubens Barrichello   | Honda             | 1'31"972    | 1'30"598 | 1'31"478 | 8       |
| 9   | 16 | Nick Heidfeld        | BMW Sauber        | 1'31"811    | 1'30"470 | 1'31"513 | 9       |
| 10  | 10 | Nico Rosberg         | Williams-Cosworth | 1'30"585    | 1'30"321 | 1'31"856 | 10      |
| 11  | 3  | Kimi Räikkönen       | McLaren-Mercedes  | 1'32"080    | 1'30"827 | N.D.     | 11      |
| 12  | 17 | Robert Kubica        | BMW Sauber        | 1'31"204    | 1'31"094 | N.D.     | 12      |
| 13  | 4  | Pedro de la Rosa     | McLaren-Mercedes  | 1'31"581    | 1'31"254 | N.D.     | 13      |
| 14  | 9  | Mark Webber          | Williams-Cosworth | 1'31"647    | 1'31"276 | N.D.     | 14      |
| 15  | 20 | Vitantonio Liuzzi    | STR-Cosworth      | 1'31"741    | 1'31"943 | N.D.     | 15      |
| 16  | 19 | Christijan Albers    | MF1-Toyota        | 1'32"221    | 1'33"750 | N.D.     | 16      |
| 17  | 14 | David Coulthard      | RBR-Ferrari       | 1'32"252    | N.D.     | N.D.     | 17      |
| 18  | 15 | Robert Doornbos      | RBR-Ferrari       | 1'32"402    | N.D.     | N.D.     | 18      |
| 19  | 21 | Scott Speed          | STR-Cosworth      | 1'32"867    | N.D.     | N.D.     | 19      |
| 20  | 22 | Takuma Satō          | Super Aguri-Honda | 1'33"666    | N.D.     | N.D.     | 20      |
| 21  | 18 | Tiago Monteiro       | MF1-Toyota        | 1'33"709    | N.D.     | N.D.     | 21      |
| 22  | 23 | Sakon Yamamoto       | Super Aguri-Honda | senza tempo | N.D.     | N.D.     | 22      |

In grassetto sono indicate le migliori prestazioni in Q1, Q2 e Q3.

## Gara

### Resoconto
Al via le Ferrari scattano bene e mantengono il comando, davanti a  Ralf Schumacher mentre Alonso, sopravanza Trulli ed è 4º al termine del primo passaggio. Al 3º giro, Massa lascia strada al compagno di squadra in lotta per il titolo; Alonso è pienamente in gara e passa la Toyota di Ralf all’inizio del tredicesimo passaggio. A differenza di quanto visto nei giorni precedenti, non c’è superiorità evidente delle gomme Bridgestone sulle Michelin, tanto che lo spagnolo inizia a girare veloce e riduce il distacco da Michael Schumacher prima di fermarsi al giro 15. Felipe Massa, che si è fermato un paio di giri prima, bloccato dietro ad Heidfeld, deve concedere il secondo posto allo spagnolo. Il leader della corsa si ferma al giro 18, mantenendo la testa con 5” su Fernando. In questo secondo stint, il ritmo dei due contendenti è esattamente identico, mentre il resto del gruppo finisce inesorabilmente per distanziarsi. Tutto lascia presagire un finale con i fuochi d’artificio ad Interlagos, invece il mondiale si decide improvvisamente in anticipo. Al 37º giro, all'altezza delle curve Degner, il motore della 248 F1 cede di schianto; era dal Gran Premio di Francia 2000 che il tedesco non si ritirava per un problema al motore. Rientrato ai box, Schumacher ringrazia uno a uno tutti gli uomini di Maranello lì presenti. Alonso ha via libera e va a vincere, precedendo Massa e il compagno di squadra Fisichella; con il tedesco distanziato di dieci punti, a Fernando basterà arrivare a punti in Brasile per conquistare il secondo titolo consecutivo.

### Risultati
I risultati del Gran Premio sono i seguenti:
| Pos | Nº | Pilota               | Costruttore       | Giri | Tempo/Ritiro | Griglia | Punti |
| --- | -- | -------------------- | ----------------- | ---- | ------------ | ------- | ----- |
| 1   | 1  | Fernando Alonso      | Renault           | 53   | 1h23'53"413  | 5       | 10    |
| 2   | 6  | Felipe Massa         | Ferrari           | 53   | +16"151      | 1       | 8     |
| 3   | 2  | Giancarlo Fisichella | Renault           | 53   | +23"953      | 6       | 6     |
| 4   | 12 | Jenson Button        | Honda             | 53   | +34"101      | 7       | 5     |
| 5   | 3  | Kimi Räikkönen       | McLaren-Mercedes  | 53   | +43"596      | 11      | 4     |
| 6   | 8  | Jarno Trulli         | Toyota            | 53   | +46"717      | 4       | 3     |
| 7   | 7  | Ralf Schumacher      | Toyota            | 53   | +48"869      | 3       | 2     |
| 8   | 16 | Nick Heidfeld        | BMW Sauber        | 53   | +1'16"095    | 9       | 1     |
| 9   | 17 | Robert Kubica        | BMW Sauber        | 53   | +1'16"932    | 12      |       |
| 10  | 10 | Nico Rosberg         | Williams-Cosworth | 52   | +1 giro      | 10      |       |
| 11  | 4  | Pedro de la Rosa     | McLaren-Mercedes  | 52   | +1 giro      | 13      |       |
| 12  | 11 | Rubens Barrichello   | Honda             | 52   | +1 giro      | 8       |       |
| 13  | 15 | Robert Doornbos      | RBR-Ferrari       | 52   | +1 giro      | 18      |       |
| 14  | 20 | Vitantonio Liuzzi    | STR-Cosworth      | 52   | +1 giro      | 15      |       |
| 15  | 22 | Takuma Satō          | Super Aguri-Honda | 52   | +1 giro      | 20      |       |
| 16  | 18 | Tiago Monteiro       | MF1-Toyota        | 51   | +2 giri      | 21      |       |
| 17  | 23 | Sakon Yamamoto       | Super Aguri-Honda | 50   | +3 giri      | 22      |       |
| 18  | 21 | Scott Speed          | STR-Cosworth      | 48   | Sterzo       | 19      |       |
| Rit | 9  | Mark Webber          | Williams-Cosworth | 39   | Incidente    | 14      |       |
| Rit | 5  | Michael Schumacher   | Ferrari           | 36   | Motore       | 2       |       |
| Rit | 14 | David Coulthard      | RBR-Ferrari       | 35   | Cambio       | 17      |       |
| Rit | 19 | Christijan Albers    | MF1-Toyota        | 20   | Trasmissione | 16      |       |

## Classifiche mondiali

### Piloti
| Pos | Pilota               | Punti |
| --- | -------------------- | ----- |
| 1   | Fernando Alonso      | 126   |
| 2   | Michael Schumacher   | 116   |
| 3   | Felipe Massa         | 70    |
| 4   | Giancarlo Fisichella | 69    |
| 5   | Kimi Räikkönen       | 61    |
| 6   | Jenson Button        | 50    |
| 7   | Rubens Barrichello   | 28    |
| 8   | Juan Pablo Montoya   | 26    |
| 9   | Nick Heidfeld        | 23    |
| 10  | Ralf Schumacher      | 20    |
| 11  | Pedro de la Rosa     | 18    |
| 12  | Jarno Trulli         | 15    |
| 13  | David Coulthard      | 14    |
| 14  | Mark Webber          | 7     |
| 15  | Jacques Villeneuve   | 7     |
| 16  | Robert Kubica        | 6     |
| 17  | Nico Rosberg         | 4     |
| 18  | Christian Klien      | 2     |
| 19  | Vitantonio Liuzzi    | 1     |

### Costruttori
| Pos | Costruttore       | Punti |
| --- | ----------------- | ----- |
| 1   | Renault           | 195   |
| 2   | Ferrari           | 186   |
| 3   | McLaren-Mercedes  | 105   |
| 4   | Honda             | 78    |
| 5   | BMW Sauber        | 36    |
| 6   | Toyota            | 35    |
| 7   | RBR-Ferrari       | 16    |
| 8   | Williams-Cosworth | 11    |
| 9   | STR-Cosworth      | 1     |